# Moana, solens son
Moana, solens son, ursprungstitel Moana, är en amerikansk film från 1926 i regi av Robert J. Flaherty. Den utspelar sig på ön Savaii i Samoa och följer i synnerhet en ung man, Moana, under hans vardag. Moana var Flahertys andra långfilm, efter Nanook, köldens son från 1922, och är gjord med samma halvdokumentära metoder.

## Medverkande
- Ta'avale som Moana
- Fa'amgase som Moanas fästmö
- Tama som Moanas far
- T'ugaita som Moanas mor
- Pe'a som Moanas yngre bror
- Leupenga som Moanas äldre bror

## Tillkomst
Filmen blandar dokumentärt material, halvt iscensatta vardagsskildringar och manusskrivna scener med rollsatta amatörskådespelare. Bland de friheter Flaherty tog sig märks bland annat en mandomsrit som involverar en smärtsam tatuering, något som redan var förbjudet när filmen gjordes, men framställs som en levande tradition.

## Visningar
Filmen släpptes i Förenta staterna 7 februari 1926. Den gick upp på bio i Sverige 29 mars 1926.

## Mottagande
Filmskaparen John Grierson myntade ordet "dokumentär" i filmsammanhang när han recenserade Moana i The New York Sun. Grierson skrev att filmens skildring av livet i Samoa "har dokumentärt värde", men att han ansåg detta vara sekundärt: "Moana är först och främst vacker så som naturen är vacker. Den är vacker av samma anledning som rörelserna hos ynglingen Moana och de andra polynesierna är vackra, och av samma anledning som träd och stänkande bränningar, mjuka böljande moln och fjärran horisonter är vackra."